# Frøydis Haavardsholm
Frøydis Haavardsholm, född 1 april 1896 i Tromsö, död 3 oktober 1984 i Oslo, var en norsk målare och bokillustratör.
Frøydis Haavardsholm var enda barn till läraren Amund Haavardsholm (1860–1948) och Josefine Nielsen (1872–1952). Hon växte upp i Tromsö och Kristiania. Åren 1913–1915 var hon elev hos bildhuggaren Lars Utne och gick samtidigt på Tegneskolen i Oslo 1914–1917 med Oluf Wold-Torne som lärare. Hon gjorde därefter studieresor på många håll i Europa och bodde 1921–1922 i Toskana och Umbrien, där hon studerade italiensk nyrenässans och gamla fresker. 
Hon har utfört glasmålningar i bland andra Askers kyrka, Nordstrands kyrka, Nikolaikyrkan i Gran, Östra Akers kyrka och Trefoldighetskyrkan, Oslo.
Hon illustrerade 1933 diktcykeln Midsommarkväll av Hans Henrik Holm (1896–1980) och under åren 1918-1926 liturgiska böcker för Norska kyrkan.
Frøydis Haavardsholm hade statlig konstnärslön från 1940 och fick 1953 Kongens fortenestemedalje i guld.
Hon var gift 1929–1943 med Hans Henrik Holm.